# Polje Čepić
Polje Čepić (en italien : Piana d’Arsa) est une localité de Croatie située en Istrie, dans la municipalité de Kršan, dans le comitat d'Istrie. En 2001, la localité comptait 168 habitants.

## Démographie
| 1948 | 1953 | 1961 | 1971 | 1981 | 1991 | 2001 |
| ---- | ---- | ---- | ---- | ---- | ---- | ---- |
| 319  | 411  | 341  | 289  | 304  | 257  | 168  |